# William P. Moss
William Preston Moss (* 26. April 1897 in Jackson, Tennessee; † 25. Dezember 1985 ebenda) war ein US-amerikanischer Politiker. In den Jahren 1935 und 1936 war er als Präsident des Staatssenats faktisch Vizegouverneur des Bundesstaates Tennessee, auch wenn dieses Amt formell erst 1951 eingeführt wurde.

## Werdegang
William Moss diente während des Ersten Weltkrieges als Korporal in den amerikanischen Streitkräften. Anschließend studierte er bis 1921 an der Vanderbilt University unter anderem Jura. Danach schlug er eine juristische Laufbahn ein. Zwischen 1925 und 1943 war er juristischer Vertreter der Stadt Jackson. In den Jahren 1937 und 1938 war er zudem als Berufungsrichter tätig. Politisch schloss er sich der Demokratischen Partei an. Zwischen 1933 und 1937 saß er im Senat von Tennessee. Seit 1935 war er dessen Vorsitzender.
In seiner Eigenschaft als Präsident des Staatssenats war er Stellvertreter von Gouverneur Hill McAlister. Damit bekleidete er faktisch das Amt eines Vizegouverneurs. Dieser Posten war bzw. ist in den meisten anderen Bundesstaaten verfassungsmäßig verankert; in Tennessee ist das erst seit 1951 der Fall. Unklar ist, wie lange er dieses Amt ausübte. In den Listen der Senatspräsidenten wird er mit einer Amtszeit in den Jahren 1935 und 1936 aufgeführt. Eigentlich hätte die Amtszeit bis Januar 1937 gehen sollen. Ob er vorzeitig aus dem Amt schied oder ob es sich hierbei um einen Schreibfehler in den Listen handelt, ist nicht mehr aufzuklären. Später praktizierte Moss wieder als Anwalt. In den Jahren 1960 und 1961 war er Präsident der Anwaltskammer seines Staates.  Er starb am 25. Dezember 1985 in Jackson, wo er auch beigesetzt wurde.